# Legionista (film)
Legionista (ang. Legionnaire) – amerykański film fabularny z 1998 roku, z Jean-Claude’em Van Damme’em obsadzonym w roli głównej. Zdjęcia kręcono w Maroku (Arfud, Warzazat, Tanger).

## Fabuła
Marsylia, rok 1925. Bokser Alain Lefevre (Van Damme), wbrew zawartej z gangsterem umowie, wygrywa sprzedaną walkę. Na dodatek nawiązał on romans z mafijną kochanicą. Uciekając przed zemstą, zaciąga się do Legii Cudzoziemskiej i trafia do fortu w północnej Afryce. Niebawem przybywają tam nowi legioniści. Wśród nich znajdują pragnący zemsty rywal Lefevre’a z ringu oraz organizator niefortunnej walki.

## Główne role
- Jean-Claude Van Damme – Alain Lefevre
- Adewale Akinnuoye-Agbaje – Luther
- Daniel Caltagirone – Rosetti
- Steven Berkoff – Sierżant Steikampf
- Nicholas Farrell – Macentosh
- Ana Sofrenović – Katrina
- Jim Carter – Lucien Galgani
- Joseph Long – Maxim
- Mario Kalli – René Galgano